# Faulvögel
Die Faulvögel oder Tamatias (Bucconidae) sind eine Familie der Spechtvögel. Alle Arten der Faulvögel leben im tropischen Südamerika.

## Merkmale
Faulvögel sind klein und wirken plump. Im Körperbau entsprechen sie größtenteils den Glanzvögeln. Der Kopf ist groß und dick, der Schnabel ist kurz und endet in einem Haken. Er sieht dem der nicht verwandten Würger ähnlich. Die Vögel haben eine düstere, wenig kontrastreiche Gefiederfärbung. Sie ist bei manchen Arten geschlechtsspezifisch verschieden. Die Wachshaut und die Nasenöffnungen werden von kräftigen Borsten bedeckt. Der Bereich um die Augen ist unbefiedert, hat aber keine Verbindung zur Wachshaut. Der Schwanz ist fächerförmig und die Flügel sind kurz und breit, nur bei einer Art, dem Schwalben-Faulvogel (Chelidoptera tenebrosa), sind sie lang und spitz zulaufend. Faulvögel werden 16 bis 20 cm groß.

## Lebensweise
Die meisten Faulvogelarten sind Einzelgänger, die Trappisten jedoch sind gesellige Vögel und helfen einander beim Brüten. Faulvögel sitzen oft regungslos auf Ästen, dies hat ihnen den Namen eingebracht. In dieser sitzenden Haltung sonnen sie sich oder halten nach Beutetieren wie Fliegen, Bienen und Käfern Ausschau, auf die sie sich herabstürzen und im Flug fangen. Seltener nehmen sie Insekten vom Boden auf. Der Schwalben-Faulvogel sucht seine Beute in der Luft. Der Flug dieser Art ist schwalbenähnlich und fast schon akrobatisch. Am Abend kann er daher für eine Fledermaus gehalten werden. Er zeigt mehrere Anpassungen an sein Leben in der Luft: Die oben beschriebenen Flügel, das breite Maul für die Insektenjagd und verkümmerte Füße. 
Faulvögel nisten in Gruppen oder zu zweit als Paar. Sie graben ihre Nisthöhle in den Boden, an Uferhängen oder in die Bauten baumbewohnender Termiten. Beide Geschlechter beteiligen sich am Graben und Auspolstern der Höhle. Der Eingang wird oft mit Zweigen und Blättern vor Feinden getarnt. Das Gelege besteht aus zwei bis drei weißen Eiern. Diese werden von Männchen und Weibchen abwechselnd bebrütet. Die Jungen bleiben 20 bis 30 Tage im Nest.

## Systematik

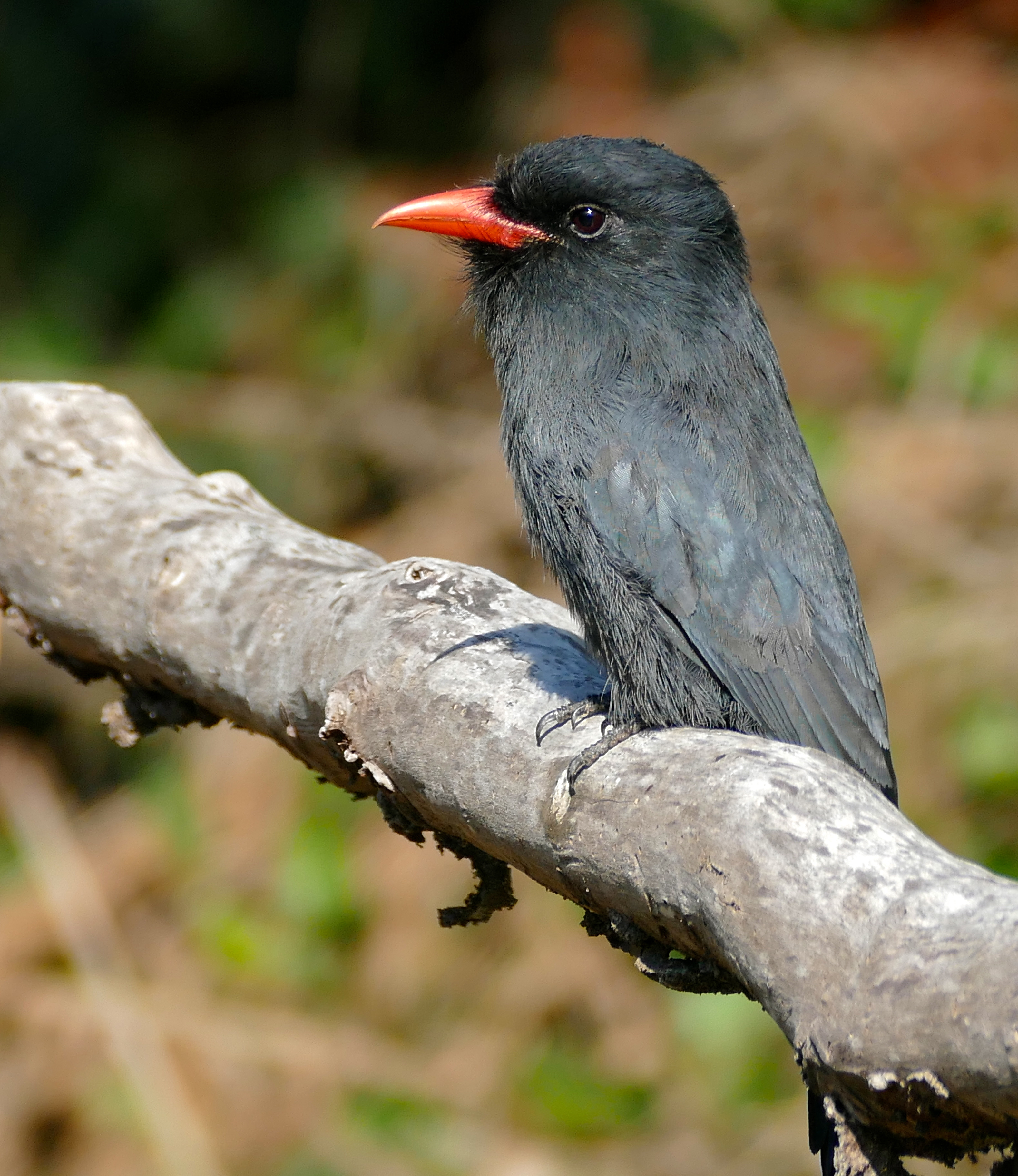
Schwarzstirntrappist (Monasa nigrifrons)

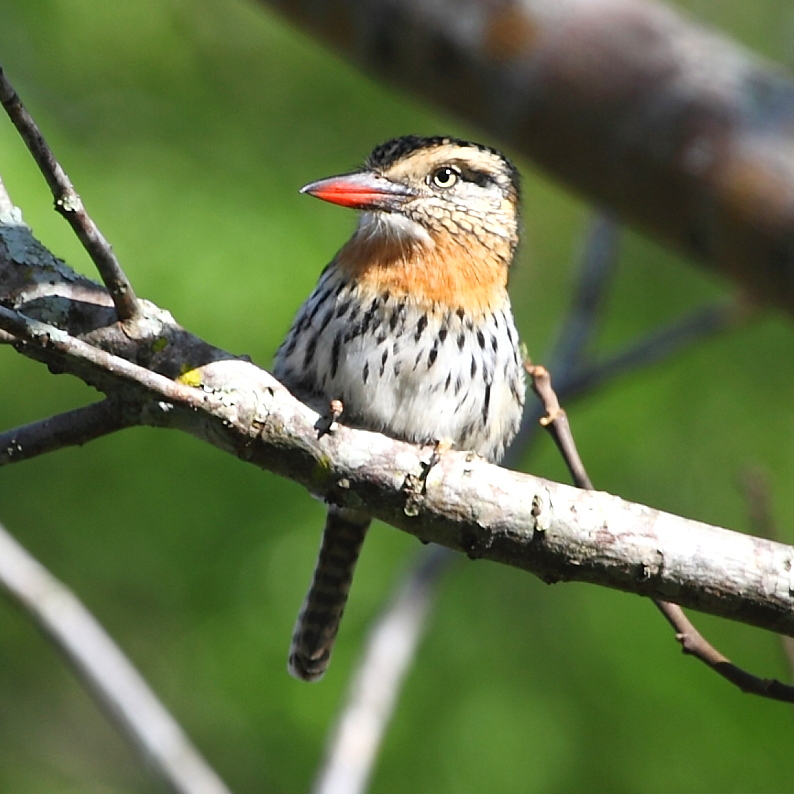
Chacofaulvogel (Nystalus striatipectus)

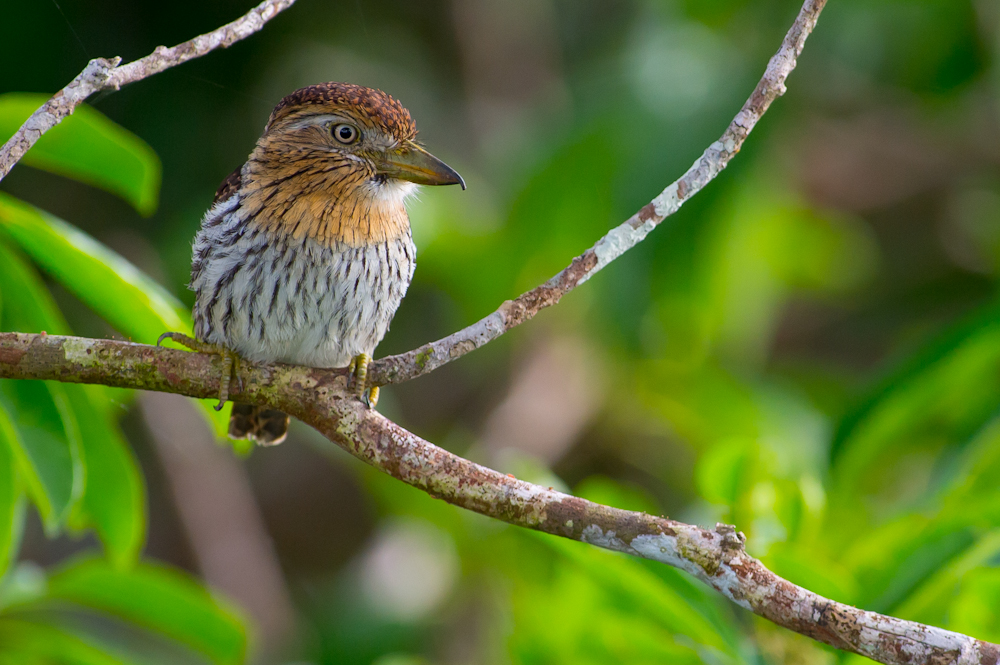
Schwarzmantel-Faulvogel (Nystalus obamai)

Nach Ansichten von Ornithologen sind die Faulvögel nicht unbedingt mit den Spechten und Bartvögeln verwandt. Deshalb werden sie mit den Glanzvögeln in eine eigene Unterordnung, die Glanzvogelartigen geordnet.
Es gibt zwölf Gattungen mit 40 Arten: 
- Bucco
  - Halsband-Faulvogel (Bucco capensis)
- Chelidoptera
  - Schwalben-Faulvogel (Chelidoptera tenebrosa)
- Cyphos
  - Langzehen-Faulvogel (Cyphos macrodactylus, früher Bucco macrodactylus)
- Hapaloptila
  - Diadem-Faulvogel oder Kastanien-Faulvogel (Hapaloptila castanea)
- Hypnelus
  - Doppelband-Faulvogel (Hypnelus bicinctus)
  - Rostkehl-Faulvogel (Hypnelus ruficollis)
- Malacoptila
  - Halbmond-Faulvogel (Malacoptila striata), auch Weißkopf-Faulvogel
    - Sichelmond-Faulvogel (Malacoptila striata minor), früher Malacoptila minor

  - Weißbrust-Faulvogel (Malacoptila fusca)
  - Halbring-Faulvogel (Malacoptila semicincta)
  - Ockerkehl-Faulvogel (Malacoptila fulvogularis), auch Braunkehl-Faulvogel
  - Kapuzenfaulvogel (Malacoptila rufa), auch Rostroter Faulvogel
  - Weißzügel-Faulvogel (Malacoptila panamensis)
  - Schnurrbart-Faulvogel (Malacoptila mystacalis)
- Micromonacha
  - Streifen-Faulvogel (Micromonacha lanceolata)
- Trappisten (Monasa)
  - Schwarztrappist, Mohrentrappist (Monasa atra)
  - Gelbschnabel-Faulvogel (Monasa flavirostris)
  - Weißstirn-Trappist, Weißgesicht-Faulvogel (Monasa morphoeus)
  - Schwarzstirn-Faulvogel (Monasa nigrifrons)
- Nonnula
  - Rotkopf-Faulvogel (Nonnula amaurocephala)
  - Brauner Faulvogel (Nonnula brunnea)
  - Panama-Faulvogel (Nonnula frontalis)
  - Rotkehl-Faulvogel (Nonnula rubecula)
  - Rotscheitel-Faulvogel (Nonnula ruficapilla)
  - Sclaters Faulvogel (Nonnula sclateri)
- Notharchus
  - Großer Fleckenfaulvogel (Notharchus macrorhynchos, Superspecies mit Notharchus swainsoni)
  - Weißstirn-Faulvogel (Notharchus hyperrhynchus)
  - Braunbinden-Faulvogel (Notharchus ordii)
  - Schwarzbrust-Faulvogel (Notharchus pectoralis)
  - Nord-Elsterfaulvogel (Notharchus subtectus)
  - Fahlbauch-Faulvogel, Swainson-Faulvogel (Notharchus swainsoni)
  - Bänder-Faulvogel oder Süd-Elsterfaulvogel (Notharchus tectus)
- Nystactes
  - Rußkappen-Faulvogel, Hellmayrs Faulvogel (Nystactes noanamae, früher Bucco noanamae)
  - Tamatia-Faulvogel (Nystactes tamatia, früher Bucco tamatia)
- Nystalus
  - Weißohr-Faulvogel, Cerrado-Faulvogel (Nystalus chacuru)
  - Fleckmantel-Faulvogel, Flecken-Faulvogel (Nystalus maculatus)
  - Chacofaulvogel (Nystalus striatipectus), manchmal als Unterart Nystalus maculatus striatipectus klassifiziert
  - Grünschnabel-Faulvogel (Nystalus radiatus)
  - Strichelfaulvogel (Nystalus striolatus)
    - Para-Strichelfaulvogel (Nystalus striolatus torridus), manchmal als eigenständige Art klassifiziert

  - Schwarzmantel-Faulvogel oder Obama-Strichelfaulvogel (Nystalus obamai), oft als Unterart des Strichelfaulvogels klassifiziert